# Suzanne Doucet
Suzanne Doucet (* 27. August 1944 in Tübingen) ist eine deutsche Sängerin, Komponistin, Schauspielerin und Produzentin.

## Leben und Wirken
Doucet ging in Meersburg am Bodensee, in Frankfurt am Main, Heidelberg und Hamburg zur Schule, besuchte ein Konservatorium in München sowie die Sorbonne in Paris. Die Mutter, Helen-Maria Freiin von Lauer-Münchhofen, war die Tochter der dänischstämmigen Schauspielerin Helen von Münchhofen, die eine Rolle in Metropolis von Fritz Lang hatte. Diese beiden waren bereits Schauspielerinnen. Ihr Vater Friedrich-Wilhelm Doucet (1914–1991) war Schüler von Carl Gustav Jung und Autor zahlreicher Bücher über Traumdeutung, Menschenkenntnis und Parapsychologie. Doucet verwaltet das Erbe des Schriftstellers und späteren Lebensgefährten ihrer Mutter, Fred von Hoerschelmann.
Suzanne Doucet arbeitete zunächst als technische Zeichnerin und Malerin in Ascona, bevor sie 1964 erste Erfolge als Schlagersängerin, später auch als Schauspielerin und Fernsehmoderatorin hatte. Sie moderierte u. a. die Sendung 4-3-2-1 Hot & Sweet (1968–1970 mit Ilja Richter, ZDF) sowie Hits à Gogo (1967–1973, ARD und Schweizer Fernsehen) und spielte in mehreren Fernsehserien mit (u. a. 1969 Die Hupe – Eine Schülerzeitung). Mit James Krüss und Hans Clarin drehte sie 26 Folgen von James Tierleben, einer der beliebtesten Kindersendungen der 1960er Jahre.
Sie produzierte 1966 ihre erste eigene Langspielplatte Rot wie Rubin (mit Rio Gregory) und nahm bei Liberty Records das Album Suzanne Doucet International mit Liedern und Songs in sieben verschiedenen Sprachen auf. Doucet schrieb auch Liedertexte für Udo Jürgens (Mein erster Weg), Katja Ebstein oder Anja Hauptmann und arbeitete in den Siebzigern auch als Produzentin für das Prom Label von Abi Ofarim in München. Dort entstanden sowohl ihr eigenes Album In Essig und Öl als auch Songs für Mike Brant, Vivi Bach und Margot Werner.
Im Jahr 1980 gründete sie das eigene Plattenlabel namens Isis Musik, veröffentlichte das Album Reisefieber und zog 1983 in die USA, wo sie in Kalifornien ein neues Zuhause fand. Neben weiteren Instrumentalalben auf den neuen US-amerikanischen Labeln Beyond und ONAM (Only New Age Music) produzierte Suzanne Doucet auch einige CD-Reihen mit reinen Naturklängen. In den USA gilt sie als eine Vorreiterin in diesem Genre. 1987 eröffnete sie in Los Angeles den ersten New-Age-Musikladen.

## Diskografie

### Alben
- 1966: Rot wie Rubin (wiederveröffentlicht 1983)
- 1967: James Tierleben
- 1968: Suzanne Doucet (wiederveröffentlicht als Die großen Erfolge 1983)
- 1968: Suzanne Doucet International
- 1970: Trip, Flip Out, Meditation (Psychedelisches Album mit 3LPs der Schwestern Suzanne und Diane Doucet als Zweistein)
- 1975: In Essig und Öl
- 1977: Bobbi Dick. Das dickste Phantom der Welt (Kinderplatte. Musik, Liedtexte und Mitwirkende)
- 1980: Reisefieber
- 2010: Wo sind all die schönen Jahre (CD mit Aufnahmen von 1966–1981)

### New-Age-Alben
- 1982: Transformation (mit Christian Buehner)
- 1983: Transmission (mit Christian Buehner)
- 1983: Reflecting Light I
- 1984: Reflecting Light II
- 1984: Brilliance (mit Tajalli)
- 2001: Sounds of Nature (mit Chuck Plaisance) 20-CD-Reihe mit reinen Naturklängen, 1997 produziert
- 2001: Tranquility (mit Chuck Plaisance) 20-CD-Reihe mit Naturklängen und Musik, 1998 produziert
- 2001: Sounds of Nature-Sampler und Tranquility Series-Sampler
- 2002: Resonance (mit Gary Miraz)
- 2005: The Om Sound
- 2005: Tantra Zone (mit Tajalli)
- 2006: Shasta - Sacred Mountain
- 2007: As It Is Now (Best-of-Sampler)
- 2019: New Age (5 LP-Box; enthält alle Alben von 1982–1984)

### Singles
- 1963: Schenk mir einen Tag mit viel Amore / Warte nicht bis morgen
- 1964: Das geht doch keinen etwas an / Sei mein Baby (Be My Baby)
- 1964: Okay, ich geh' / Was fällt dir ein
- 1965: So Long, So Long / Oho Aha
- 1965: Das steht in keinem Schulbuch / Geh' nicht am Glück vorbei
- 1966: Glück und Liebe / Aber was weiß ich von dir
- 1966: Du mußt dich entscheiden / Nur aus Schaden wird man klug
- 1966: Nur mit dir / Sag mir
- 1967: Wenn New York brennt / Es ist vorbei (I Don't Care)
- 1968: Swan Song / Cry My Heart
- 1968: Liebe kann man nicht verbieten / 1910
- 1969: Nein sagt sich so leicht (Easy To Be Hard) / Kleine Kinder
- 1970: I'm A Melody Maker / A Very Simple Song (veröffentlicht unter „Zweistein“, Pseudonym der Doucet-Schwestern)
- 1974: Wo sind all die schönen Jahre / Das Herz der Welt (Pom Pom)
- 1975: Fragen / Was macht der Wind, wenn er nicht weht
- 1979: Faß mich nicht an (Baby I'm Burnin') / Harmony
- 1979: Roller Skate Is Up to Date / Disco Roller Race
- 1981: Herbstromanze / Tanz der Blätter
- 1981: Fliegende Untertassen / Wie wird es werden wenn wir alt sind